# Herb Saksonii-Anhaltu

Herb Saksonii-Anhaltu

Herb Saksonii-Anhaltu jest kombinacją herbów Saksonii (wieniec ruciany na złotych i czarnych pasach), Anhaltu (niedźwiedź na murze) i Prus (orzeł czarny, wbrew przekazowi historycznemu niekoronowany).
Herb przyjęty został 29 stycznia 1991 roku.

## Historia

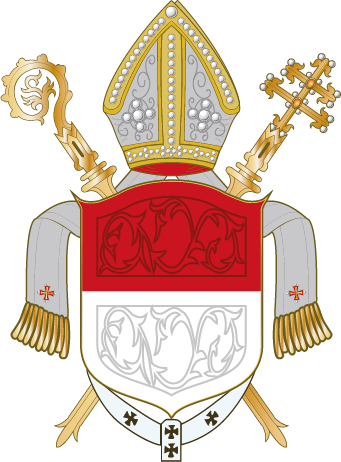
Arcybiskupstwo magdeburskie 1180–1680
Anhalt-Köthen 1396–1561 i 1603–1853
Księstwo Anhalt XIII wiek
Księstwo Anhalt 1863-1918
Saksonia (prowincja) 1815-1944
Saksonia (prowincja) 1815-1944 (wersja z Pruskim Orłem)
Wolny stan Anhalt 1918–1945
Saksonia-Anhalt jako cześć NRD 1945–1952